# Pachyrukhos
Pachyrukhos és un gènere de mamífers notoungulats extints de la família dels hegetotèrids. Se n'han trobat restes fòssils a Sud-amèrica.

## Generalitats

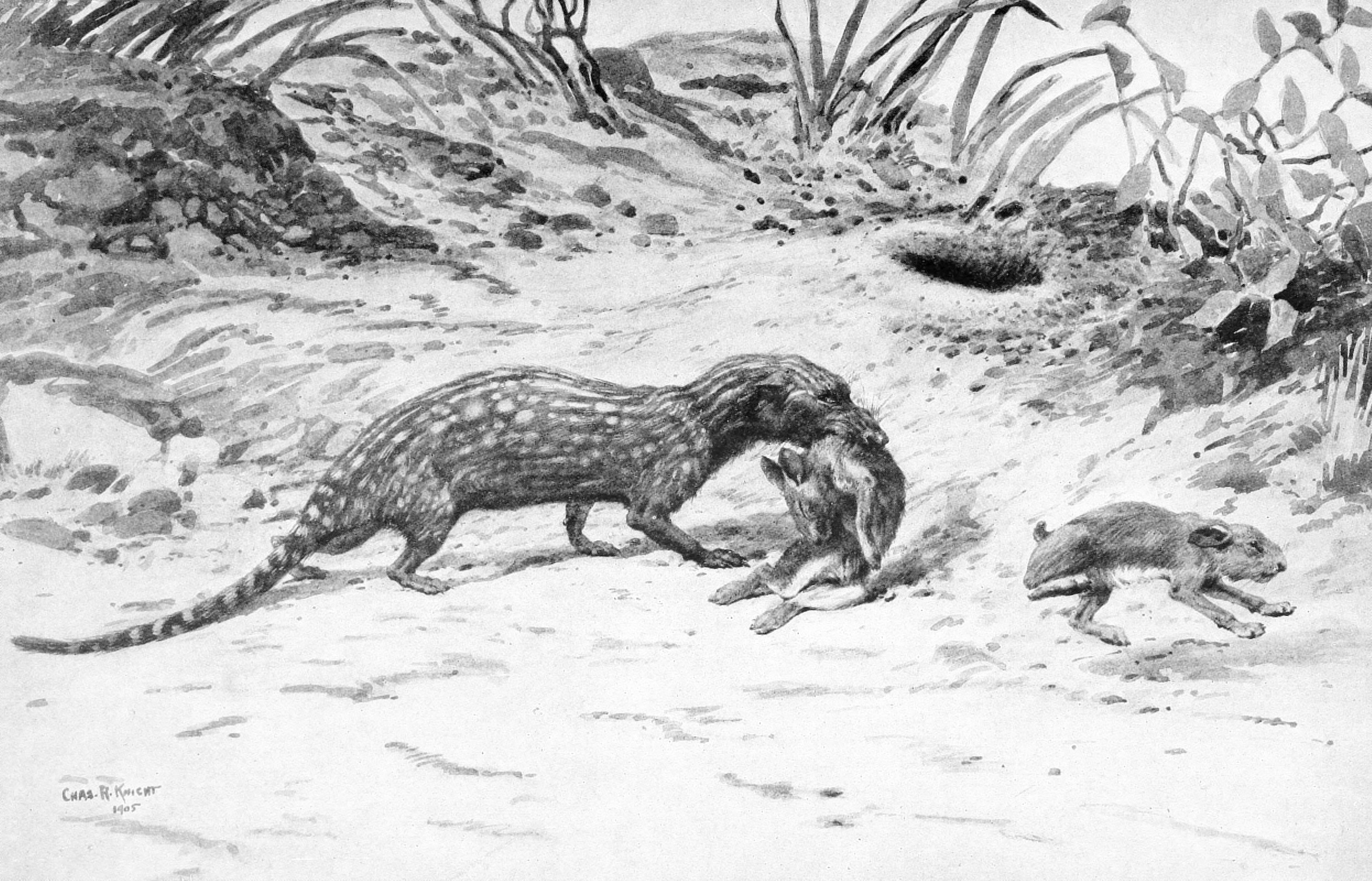
Recreació artística de Cladosictis lustratus caçant un Pachyrukhos

Visqué entre finals de l'Oligocè fins a mitjans del Miocè, a l'Argentina (Sud-amèrica).
Presenta certes semblances amb els conills, del qual ocupava el nínxol ecològic. Posseïa una cua curta i extremitats posteriors més llargues que les anteriors. És evident que es desplaçava saltant, com ho fan els conills.
El cap també s'assemblava al dels conills i s'anava estretint fins a formar un morro punxegut.

## Característiques
Feia uns 30 cm de llarg i era molt semblant a un conill, amb la cua curta i unes grans potes posteriors. És probable que Pachyrukhos també fos un bon saltador. El seu crani era semblant al d'un conill i tenia les dents adaptades per menjar una dieta a base de nous i plantes molt dures. La seva oïda estava molt desenvolupada, cosa que possiblement indicava que tenia les orelles llargues o grans. Tenia també grans conques oculars. Aquestes característiques indiquen que l'animal era de costums nocturns. Aquestes semblances no sorprenen, car Pachyrukhos ocupava el nínxol ecològic dels conills a Sud-amèrica. Tanmateix, no està emparentat amb els conills actuals, sinó que es tracta d'un cas de convergència evolutiva.